# Vendetta (álbum de Celesty)
Vendetta es el cuarto álbum de la banda finlandesa de power metal Celesty.

## Canciones
Todas las letras escritas por Jere Luokkamäki, toda la música compuesta por Celesty. 
| N.º | Título | Duración |  |
| 1.  | «Prelude for Vendetta»                                                                                      | 1:26     |  |
| 2.  | «Euphoric Dream»                                                                                            | 5:02     |  |
| 3.  | «Greed & Vanity»                                                                                            | 4:16     |  |
| 4.  | «Like Warriors»                                                                                             | 4:44     |  |
| 5.  | «Autumn Leaves»                                                                                             | 4:06     |  |
| 6.  | «Feared by Dawn»                                                                                            | 4:53     |  |
| 7.  | «Lord (of This Kingdom)»                                                                                    | 5:00     |  |
| 8.  | «New Sin»                                                                                                   | 5:27     |  |
| 9.  | «Dark Emotions»                                                                                             | 5:16     |  |
| 10. | «Fading Away»                                                                                               | 3:59     |  |
| 11. | «Legacy of Hate Pt.3 - "Candlelight" - "Shadow Land" - "Chaos and Destruction" (Instrumental) - "Feelings"» | 14:06    |  |
| 12. | «Gates of Tomorrow» (Pista adicional edición japonesa)                                                      | 5:16     |  |

## Miembros
- Antti Railio - Voces
- Teemu Koskela - Guitarra principal
- Tapani Kangas - Guitarra rítmica
- Jere Luokkamäki - Batería
- Juha Mäenpää - Teclado
- Ari Katajamäki - Bajo

## Compositores
- Jere Luokkamäki